# Southampton (Nowy Jork)
Southampton (właśc. Town of Southampton) – town w hrabstwie Suffolk w stanie Nowy Jork, w Stanach Zjednoczonych.
Southampton obejmuje 7 villages i 18 hamlets. U.S. Census Bureau dzieli je na 15 CDP oraz 7 villages: North Haven, Quogue, Sagaponack, Sag Harbor (częściowo w East Hampton), Southampton, Westhampton Beach i West Hampton Dunes.